# Charentaise
Cet article concerne la pantoufle. Pour l'autorail, voir Autorail Charentaise.
 (juillet 2019).
Si vous disposez d'ouvrages ou d'articles de référence ou si vous connaissez des sites web de qualité traitant du thème abordé ici, merci de compléter l'article en donnant les références utiles à sa vérifiabilité et en les liant à la section « Notes et références ».

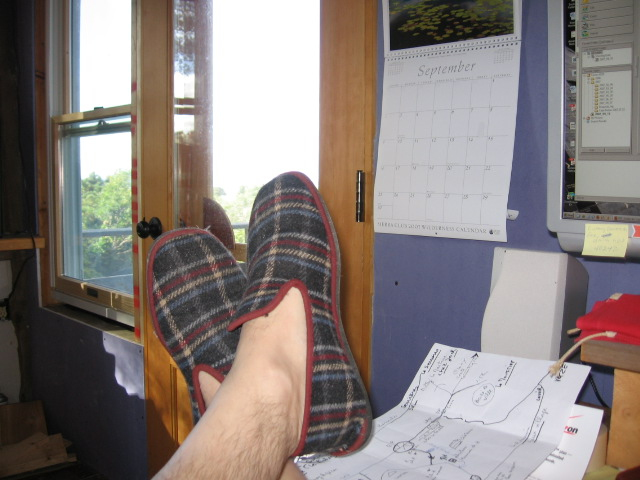
Une paire de charentaises.

La charentaise est une sorte de pantoufle de feutre originaire de la région française de la Charente.

## Histoire
La charentaise est créée à la fin du XVIIe siècle à partir des rebuts de feutres utilisés pour la fabrication d'uniformes militaires à la suite de la fortification de la ville de Rochefort par Colbert en 1666. L'administration royale se tourne alors vers Angoulême et ses moulins à eau pour fouler la laine et fabriquer du feutre, les chutes et les rebuts de feutre des pèlerines de la Marine royale étant recyclés par les cordonniers-savetiers pour fabriquer les premières charentaises qui sont noires, le dessus en laine, la semelle en feutre, sans pied droit ni pied gauche pour en faire durer l'usage.
La charentaise se développe également au XVIIe siècle à partir des rebuts de feutres de papeterie utilisés dans l'industrie papetière implantée sur la Charente et sur ses affluents, dans la région d'Angoulême. 
Au début ce type de pantoufles, pour plus de confort, se glisse dans les sabots pour remplacer la paille, la languette des charentaises ayant pour fonction originelle de protéger le cou-de-pied du contact du bois. Par la suite, un cordonnier de La Rochefoucauld aurait eu l'idée de poser une semelle rigide sous la pantoufle[réf. nécessaire].
Au XVIIIe siècle, ces pantoufles tout en feutre servent aux domestiques pour cirer les parquets des châteaux et sont également utilisées pour se déplacer lors des manutentions dans les poudrières des citadelles, les chaussures militaires, alors cloutées, risquant générer des étincelles.
La véritable charentaise apparaît au XXe siècle, en 1907, grâce au docteur Jeva, dont l'usine existe encore aujourd'hui à Chasseneuil-sur-Bonnieure, à 10 km de La Rochefoucauld : Jeva invente le collage du feutre et crée des pantoufles aux couleurs vives et aux décors de type écossais. Cette charentaise est portée toute seule à partir du XXe siècle mais l'habitude perdure à la campagne (surtout dans les fermes), jusque dans les années 1960, de porter en intérieur des charentaises avec uniquement une semelle de feutre et de glisser les pieds dans des sabots quand il était nécessaire de sortir un court moment : cela évitait de se déchausser et rechausser.
En 1907, Théophile Rondinaud, cordonnier à La Rochefoucauld, se lance dans la fabrication de ses confortables chaussons en feutre de laine. Le succès mondial vient avec James Rondinaud qui a l'idée de les moderniser, de les développer, de les faire connaître et réussit à les exporter dans le monde entier[réf. nécessaire].
Le 29 mars 2019, la charentaise fait l'objet d'une protection au titre d'Indication géographique, une première pour l'habillement et la chaussure en France,  sous le titre « charentaise de Charente-Périgord ». Cette appellation est associée à la technique du cousu-retourné.

## Les silencieuses
Autrefois, les charentaises étaient appelées les « silencieuses ». Ce nom vient du fait que les charentaises étaient portées par les valets et leur permettaient de se déplacer dans la chambre de leur maître sans bruit et sans user le parquet. Cet usage apparaît sous le règne de Louis XIV.
Les bijoutiers en ont porté, et peut-être en portent encore dans l'Atelier, et les incinèrent une fois usées, afin de retraiter les particules de métaux.
Le château de Varaignes (Dordogne) abrite le musée de la Charentaise et des Tisserands. L'association CPIE Périgord-Limousin, basée dans ce château, propose au groupe de découvrir la fabrication en direct d'une paire de charentaises grâce à la méthode du cousu-retournée (sans colle).

## Économie
En 2018, quatre sociétés productrices de charentaises qui se trouvent en difficulté fusionnent pour créer « la manufacture charentaise ». Cette même année, les entreprises membres de l'association pour la promotion de la charentaise (la manufacture charentaise, Fargeot et DM Production) ont produit 500 000 paires de charentaises pour un chiffre d'affaires de 5,2 millions d'euros.
Faisant face à des difficultés financières, la manufacture charentaise qui employait une centaine de personnes est placée en redressement judiciaire le 25 juillet 2019, avant d'être placée en liquidation judiciaire le 15 novembre. 
En mai 2020, d'anciens commerciaux de la manufacture charentaise relancent une chaîne de production à La Rochefoucauld au sein de l'entreprise nouvellement créée, L'Atelier Charentaises,. La production de charentaises répondant à l'IGP est alors répartie entre la société Rivalin à Quimper, l'entreprise Fargeot basée à Thiviers sous la marque Chausse-Mouton et l'Atelier Charentaises.